# Рембрандт (кратер)
33°12′19″ пд. ш. 271°48′13″ зх. д. / 33.205277777778° пд. ш. 271.80361111111° зх. д.{{#coordinates:}}: недопустима довгота
Рембрандт (лат. Rembrandt) — ударний кратер на Меркурії. Його діаметр становить 716 кілометрів, що робить його одним з найбільших ударних кратерів Сонячної системи. Утворився не менше 3,9 мільярда років тому у період так званого пізнього важкого бомбардування. Відкритий 6 жовтня 2008 року міжпланетною станцією «MESSENGER» . У лютому 2009 року Міжнародним астрономічним союзом названий на честь нідерландського художника Рембрандта ван Рейна (1606—1669).

## Опис
Кратер Рембрандт — друга за величиною ударна структура на Меркурії після рівнини Спеки, розмір якої вдвічі більший. Кратер обмежений добре вираженим кільцем хребтів і обривів, а дно та околиці всіяні меншими кратерами. Рембрандт оточений викидами, особливо добре вираженими на півночі. На північному сході вони утворюють промені, що радіально розходяться .
Дно кратера місцями гладке, а місцями горбисте. Рівнини займають більшу частину його дна, а пагорби — смужку шириною близько 130 км, витягнуту вздовж північної частини валу. Висота нерівностей у горбистій ділянці досягає сотень метрів, а дві гори на її кордоні (близько 27°15′ пд. ш. 87°39′ сх. д. / 27.25° пд. ш. 87.65° сх. д.) піднімаються більш ніж на 1,5 км. Решта дна кратера рівніша, але перетнута безліччю хребтів і розломів, що утворюють павутиноподібну мережу.
У кратері Рембрандт є радіально, і концентрично витягнуті хребти. Частина останніх утворює кільце діаметром близько 375 км. Радіальні хребти переважно знаходяться всередині цього кільця, але простежуються і зовні. Ширина хребтів лежить у межах від 1 км до 10 км, а довжина в одному випадку перевищує 180 км. Їх інтерпретують як складки, що виникли при стисканні поверхні. Кільце, можливо, з'явилося під впливом концентрації механічної напруги похованим внутрішнім валом кратера.